# Frenesia alimentare

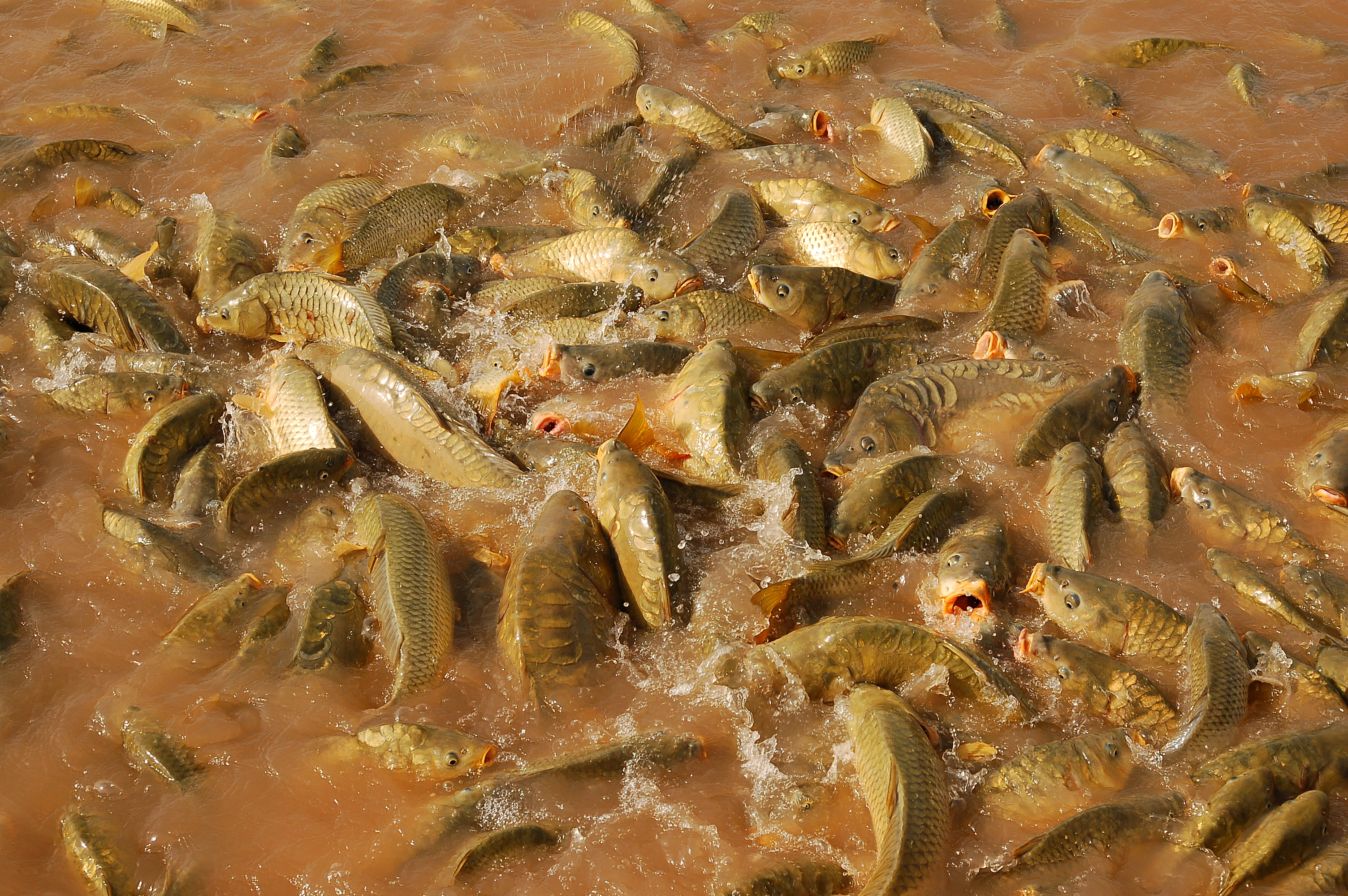
Carpe (Cyprinus carpio) in competizione per il cibo in uno stagno del Palazzo Reale Agdal di Marrakech in Marocco.

La frenesia alimentare in ecologia ed etologia è una situazione in cui un'eccessiva abbondanza di cibo conduce a un'alimentazione rapida e incontrollata da parte di animali predatori. Per esempio, un grande banco di pesci può causare frenesia alimentare in un vicino gruppo di squali. La conseguenza è che gli squali si scateneranno, mordendo qualunque cosa si muova, inclusi gli altri squali o qualsiasi oggetto si trovi nel raggio dei loro denti. Questo termine è usato frequentemente per riferirsi a squali o piranha, perché sono tra le specie predatorie più temute.
"Frenesia alimentare" può anche essere una metafora, usata in senso non biologico, per descrivere il coinvolgimento eccitato di un gruppo di persone su un particolare punto d'interesse. Un esempio è l'eccessiva copertura che i media fanno di una vicenda considerata di grande interesse da parte del pubblico, come il processo ad O. J. Simpson negli Stati Uniti. La definizione di frenesia alimentare, nell'ambito dei media, è stata resa popolare da Larry Sabato, nel suo libro Feeding Frenzy. Un esempio più quotidiano è rappresentato dai consumatori freneticamente impegnati nella ricerca di affari convenienti durante la prima giornata di saldi.